# مانسا (مدينة)
مانسا هي مدينة من مدن زامبيا. وهي عاصمة محافظة لوابولا.

## المناخ
يظهر الجدول التالي التغييرات المناخية على مدار السنة لمانسا:
| البيانات المناخية لـمانسا          | البيانات المناخية لـمانسا | البيانات المناخية لـمانسا | البيانات المناخية لـمانسا | البيانات المناخية لـمانسا | البيانات المناخية لـمانسا | البيانات المناخية لـمانسا | البيانات المناخية لـمانسا | البيانات المناخية لـمانسا | البيانات المناخية لـمانسا | البيانات المناخية لـمانسا | البيانات المناخية لـمانسا | البيانات المناخية لـمانسا | البيانات المناخية لـمانسا |
| الشهر                              | يناير                     | فبراير                    | مارس                      | أبريل                     | مايو                      | يونيو                     | يوليو                     | أغسطس                     | سبتمبر                    | أكتوبر                    | نوفمبر                    | ديسمبر                    | المعدل السنوي             |
| ---------------------------------- | ------------------------- | ------------------------- | ------------------------- | ------------------------- | ------------------------- | ------------------------- | ------------------------- | ------------------------- | ------------------------- | ------------------------- | ------------------------- | ------------------------- | ------------------------- |
| الدرجة القصوى °م (°ف)              | 31.4 (88.5)               | 32.1 (89.8)               | 31.5 (88.7)               | 30.9 (87.6)               | 31.9 (89.4)               | 30.2 (86.4)               | 30.6 (87.1)               | 33.4 (92.1)               | 35.4 (95.7)               | 35.5 (95.9)               | 36.5 (97.7)               | 33.5 (92.3)               | 36.5 (97.7)               |
| متوسط درجة الحرارة الكبرى °م (°ف)  | 27.1 (80.8)               | 27.3 (81.1)               | 27.4 (81.3)               | 27.3 (81.1)               | 26.7 (80.1)               | 25.2 (77.4)               | 25.2 (77.4)               | 27.3 (81.1)               | 30.4 (86.7)               | 31.2 (88.2)               | 29.2 (84.6)               | 27.1 (80.8)               | 27.6 (81.7)               |
| المتوسط اليومي °م (°ف)             | 20.8 (69.4)               | 20.9 (69.6)               | 20.9 (69.6)               | 20.6 (69.1)               | 18.8 (65.8)               | 16.5 (61.7)               | 16.6 (61.9)               | 18.6 (65.5)               | 21.8 (71.2)               | 23.2 (73.8)               | 22.2 (72.0)               | 20.8 (69.4)               | 20.1 (68.2)               |
| متوسط درجة الحرارة الصغرى °م (°ف)  | 16.8 (62.2)               | 16.8 (62.2)               | 16.6 (61.9)               | 15.4 (59.7)               | 12.3 (54.1)               | 9.1 (48.4)                | 8.6 (47.5)                | 10.4 (50.7)               | 13.5 (56.3)               | 16.1 (61.0)               | 16.9 (62.4)               | 16.8 (62.2)               | 14.1 (57.4)               |
| أدنى درجة حرارة °م (°ف)            | 14.0 (57.2)               | 13.9 (57.0)               | 12.1 (53.8)               | 9.5 (49.1)                | 6.5 (43.7)                | 4.1 (39.4)                | 3.0 (37.4)                | 4.5 (40.1)                | 7.2 (45.0)                | 10.5 (50.9)               | 12.6 (54.7)               | 13.9 (57.0)               | 3.0 (37.4)                |
| الهطول مم (إنش)                    | 242.3 (9.54)              | 219.2 (8.63)              | 199.1 (7.84)              | 61.1 (2.41)               | 6.6 (0.26)                | 0.1 (0.00)                | 0.0 (0.0)                 | 0.1 (0.00)                | 4.2 (0.17)                | 41.2 (1.62)               | 143.1 (5.63)              | 259.6 (10.22)             | 1٬176٫6 (46.32)           |
| متوسط أيام هطول الأمطار (≥ 1.0 mm) | 22                        | 18                        | 17                        | 7                         | 1                         | 0                         | 0                         | 0                         | 0                         | 4                         | 15                        | 22                        | 106                       |
| متوسط الرطوبة النسبية (%)          | 79.5                      | 79.4                      | 77.4                      | 73.4                      | 66.3                      | 60.9                      | 58.1                      | 52.4                      | 46.1                      | 48.0                      | 61.9                      | 76.0                      | 65.0                      |
| ساعات سطوع الشمس الشهرية           | 145.7                     | 134.4                     | 179.8                     | 213.0                     | 260.4                     | 258.0                     | 275.9                     | 294.5                     | 270.0                     | 251.1                     | 198.0                     | 142.6                     | 2٬623٫4                   |
| المصدر: NOAA                       |                           |                           |                           |                           |                           |                           |                           |                           |                           |                           |                           |                           |                           |